# Henry Rice (Schriftsteller)

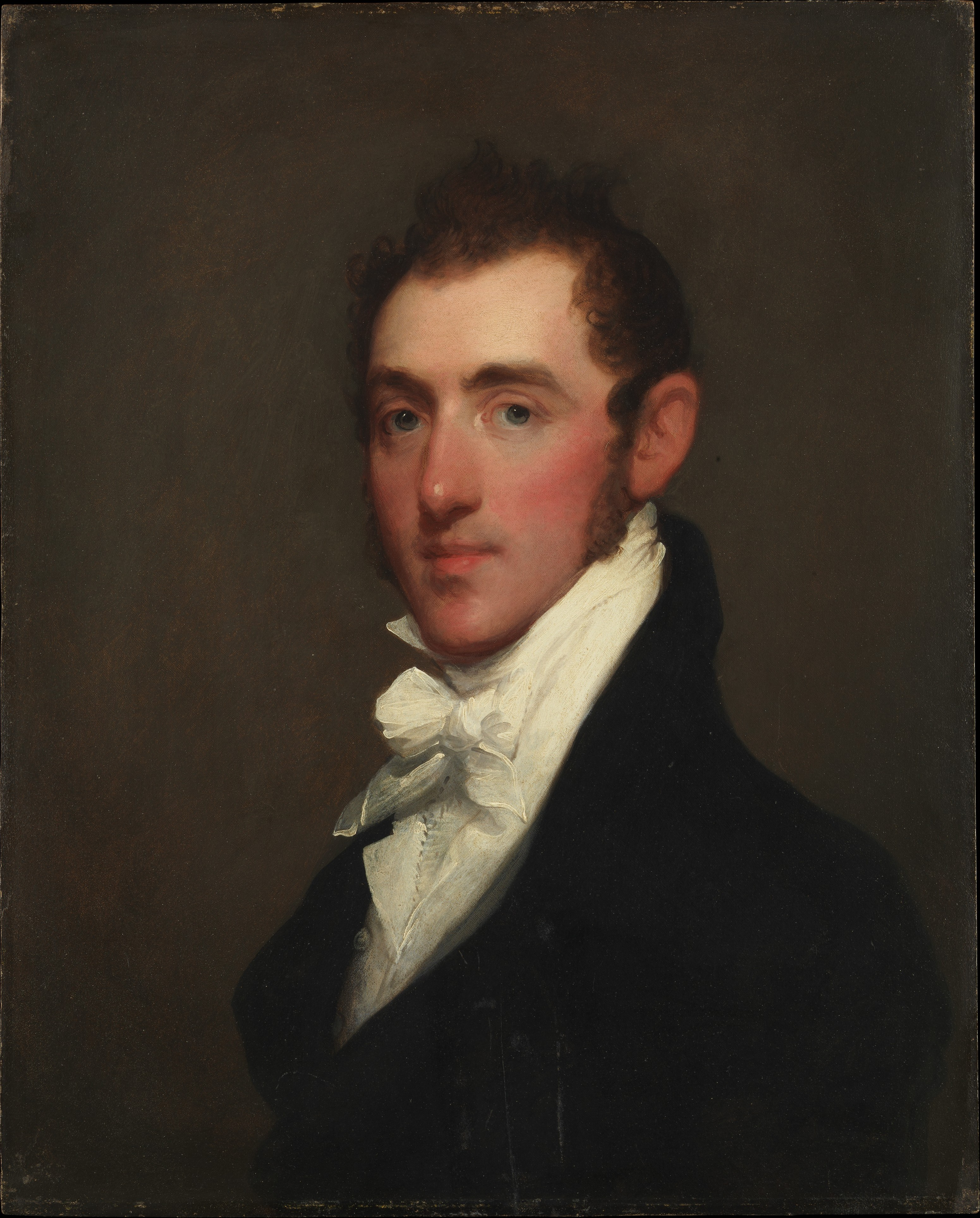
Henry Rice (Gemälde von Gilbert Stuart, etwa 1815)

Henry Rice (* um 1590; † um 1651) war ein walisischer Adliger, Höfling und Schriftsteller.

## Leben
Rice entstammte der walisischen Familie Rhys. Er war der älteste Sohn von Walter Rice und dessen Frau Elizabeth, einer Tochter von Edward Mansel. 1607 studierte er am Jesus College in Oxford. Rice setzte die Bemühungen seines Vaters fort, die 1531 durch Enteignung verlorenen Besitzungen seines Urgroßvaters Rhys ap Gruffydd zurückzugewinnen und sandte 1625 und 1629 entsprechende Petitionen an König Karl I., dem er als Gentleman of the Privy Chamber diente. Seine Eingaben blieben jedoch erfolglos, da die Besitzungen bereits an andere Familien vergeben worden waren. Bereits 1612 hatte sein hoch verschuldeter Vater ihm die Verwaltung seiner in Pembrokeshire gelegenen Besitzungen mit der Auflage übergeben, einen Teil der Schulden zu übernehmen. Die Schulden seines Vaters führten in den 1620er Jahren zu Konflikten mit dessen Gläubigern und auch zwischen Vater und Sohn.
Rice gilt als der anonyme Verfasser der Schrift Life of Rhys ap Thomas sowie einer Verteidigungsschrift seines Großvaters Griffith Rice. Die Schriften waren Teil von Rice Kampagne, um den Familienbesitz zurückzuerhalten, wurden jedoch vermutlich erst Ende des 18. Jahrhunderts in der Zeitschrift Cambrian Register erstmals veröffentlicht. Rice Aufsatz über seinen Vorfahren Rhys ap Thomas gilt zwar als historisch nicht immer korrekt, schildert aber zahlreiche Details.
Es gibt keine Hinweise, das er oder sein Sohn Edward in den Englischen Bürgerkrieg verwickelt waren. 1651 wird er noch als Besitzer des Familiensitzes Newton House in Carmarthenshire genannt. Sein Todesjahr ist ungewiss, nach seinem Tod erbte sein Bruder Walter die Besitzungen.

## Schriften
- Life of Rhys ap Thomas. In: Cambrian Register, Bd. 1 (1793), S. 49–144
- Objections against Rice Griffith, in his indictment, with the answers thereunto. In: Cambrian Register, Bd. 2 (1796), S. 270–277